# 清水一行
清水 一行（しみず いっこう、1931年（昭和6年）1月12日 - 2010年（平成22年）3月15日）は、日本の小説家。本名:清水和幸(しみず・かずゆき)。
実際に起きた経済事件に関わった実在の人物をモデルに、企業の実態や事件の内幕を描く作風を確立した。高杉良、城山三郎らと並ぶ経済小説の第一人者として知られる。息子に自動車評論家の清水草一、孫に元テレビ朝日アナウンサーの竹内由恵、元俳優の竹内太郎がいる。

## 経歴

### 生い立ち
東京府南葛飾郡吾嬬町（現在の東京都墨田区八広）の2階屋が4軒続く長屋で、大工の次男として生まれた。父は忠助、母ははな。清水が生まれた吾嬬町は、『玉の井』と呼ばれる私娼街（娼家が密集している地域）の南側に隣接していた。
母はなは夫の忠助が花札ばくちばかりして稼ぎが悪いので、そばと酒の屋台を出した。

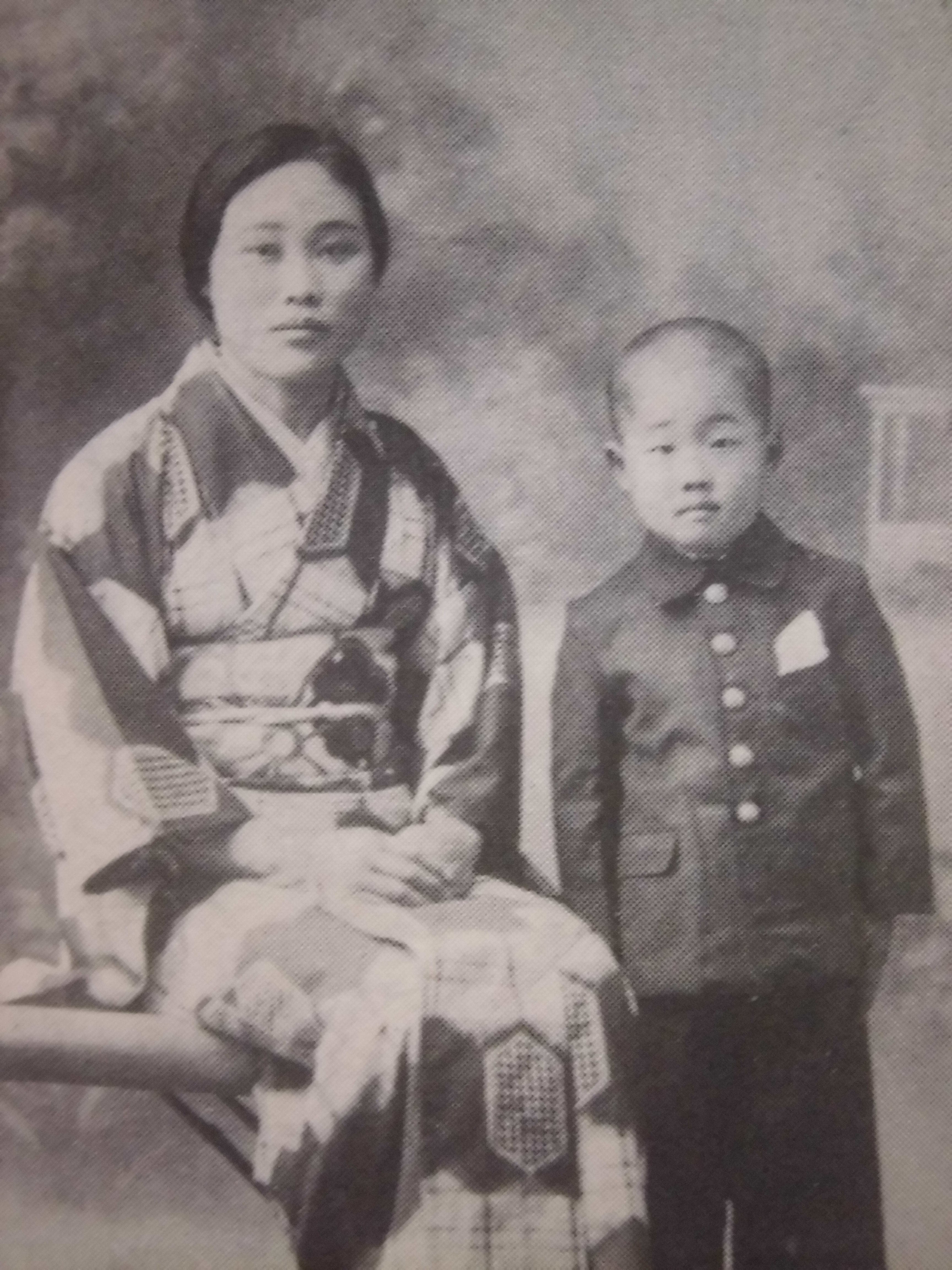
右の少年が清水

3歳の頃に長野県小県郡滋野村（現東御市）に住む叔母に引き取られる。清水の下に妹ができ、母はなは、妹を背中にくくりつけ、清水と兄を屋台の下の籠の中に入れて、お歯黒どぶのそばで商売を続けていたが、さすがに3人を育てながらでは身体がもたなくなった。そして、清水が間引きされるような形で信州に行くことになった。
1936年8月に母のはなが、4人目の子どもを流産し、自身も命を落とした。清水は「自分はもう東京に帰ることなく、ずっと滋野村の人間として暮らすのだろう」と考えた。しかし父の忠助が茨城県出身の女性と再婚し、1939年に8歳になっていた清水を吾嬬町（1932年に向島区に編入）の長屋に呼び戻した。

### 学生時代
墨田区立更正小学校に入学。当初、滋野村の方言が抜けず学校でいじめられたりして苦労した。更正小学校を卒業すると岩倉鉄道学校（現・岩倉高等学校）に入学。
早稲田大学法律学科中退。

### 労働運動
敗戦とともに、それまで禁じられていた共産主義が知識人、労働者、学生などの間に広まっていった。清水も自然と共産主義に興味を持つようになった。青年共産同盟に入り、マルクス・エンゲルスの『共産党宣言』や『資本論』を勉強したり、赤旗をかついでデモに参加するようになった。
清水は父親の忠助と激しい口論をした。忠助は「うちは赤線商売をやってるが、はばかりながらアカの血統はねえんだ!」「とにかくうちに共産党の人間はおいておけねえ。共産党を辞めねえんなら勘当だ!。とっとと出てけ!」とかんかんになって怒鳴った。
1948年4月全日本産業別労働組合会議本部書記。
1949年1月、清水は18歳の誕生日を迎え、正式な共産党員になった。
労働調査協議会出版部員を経て、週刊誌のフリーライターになる。一方で藤原経済研究所に所属した。

### 小説家として
1966年に『小説 兜町（しま）』発表。
1975年に『動脈列島』で日本推理作家協会賞を受賞。
2010年3月15日、千代田区の病院で、老衰により死去。通夜・葬儀は近親者で済ませた。
清水の死は当初世間には発表されなかったが、交流のあった人々の間で少しずつ伝わり、親しかった取材スタッフ、編集者、高杉良、佐高信、佐藤俊恵（元秘書）らが、三々五々、自宅に焼香にやってきた。弔問客があると妻は丁寧に応対した。マスコミが清水の死を知ったのは、亡くなってから1週間後で、NHKニュースや新聞で報じられたが、死後に特集番組やテレビドラマなどもつくられた城山三郎に比べ、扱いは小さかった。清水は79歳と2ヶ月、城山は79歳と7ヶ月だった。生涯の作品数は、清水が214作品、城山は118作品である。

## エピソード
若い時は熱心な共産主義者だった清水だったが、1952年5月1日の血のメーデー事件をきっかけに、労働運動や共産党と訣別し物書きとして生きていくことを決心した。

1967年春、『アサヒ芸能』連載中だった小説『悪の公式』の中の
といった表現が部落差別とされて屠場労組から糾弾を受け、同年9月15日の『解放新聞』に「私の反省 小説<悪の公式>は差別作品であった」と題する反省文を発表。それによると、1967年7月27日、謝罪のため部落解放同盟大阪府連合会に呼び出された清水は「兵庫の番町へ行ってくれ」と命じられ、神戸市長田区の番町に出向いたところ、いきなり十数名の部落解放同盟員に取り巻かれ、「馬鹿者!」という怒声から始まる面罵の集中攻撃を受けたという。
1999年2月、甲山事件に基づく小説『捜査一課長』で殺人罪に問われ、大阪高裁で審理中の元保母山田悦子が「犯人扱いされ、名誉を傷つけられた」として著者の清水と集英社、祥伝社の出版社2社に損害賠償などを求めた訴訟で、最高裁第一小法廷は、計176万円の賠償を命じた大阪高裁判決を支持し、清水と2社の上告を棄却した。これにより、清水と出版社の敗訴が確定した。

## 家族・親族

### 清水家
（東京都墨田区八広）
実家
父・忠助は栃木県南部の田沼町（現佐野市）の生まれで、東京の大工の棟梁に嫁いだ姉を頼って上京した。母・はなは信州小諸近くの滋野村（現東御市）の出身。忠助が大工仕事の出稼ぎにいったとき、2人は知り合った。忠助ははなの実家である清水家に婿入りし「迎えにくるからな」といい残して親方とともに東京に戻った。間もなくはなに子どもができているのがわかり、忠助を追って東京に出てきて一緒に長屋暮らしを始めた。1936年8月にはなは亡くなった。
忠助は茨城県出身のみつと再婚した。かつて『玉の井』の銘酒屋（娼家）の手伝いをしていたみつのつてで、廃業する娼家の経営者から店舗と経営権を譲り受け、夫婦で娼家の経営を始めた。戦前は玉の井などの私娼を置いた娼家は、銘酒屋と呼ばれていたが、戦後はカフェーと呼ばれるようになった。。忠助夫婦のカフェーは、いろは通りから行くと花街の入り口近くにあり、上玉の女給7、8人を使って繁盛した。一階に女給たちが窓から道ゆく男たちに声をかけたり、遊客を迎えたりするホールや帳場、経営者夫婦の住居があり、2階に客をもてなすための部屋が複数あった。店の切り盛りは主にみつがやり、忠助は東北や北陸などに行って女を集めた。
- 父・忠助（大工、娼家経営）
- 実母・はな（長野県出身[2]）

1936年8月没
- 継母・みつ（茨城県出身[5]）
- 兄
- 妹

自家
- 妻
- 長女
- 次女
- 息子・草一

## 主な作品とそのモデル
- 「虚業集団」- 芳賀龍臥（総会屋）
- 「悪名集団」- 小川薫（総会屋）[20]。
- 「欲望集団」- ロシア艦ナヒモフ号引き上げ、笹川良一（日本船舶振興会会長）
- 「密閉集団」- 榎美沙子（中ピ連代表）
- 「一億円の死角」 - 一億円拾得事件、神谷正太郎（トヨタ自販会長）、大貫久男
- 「社命」 - KDD事件
- 「銀行取付」 - 豊川信用金庫事件
- 「敵対的買収」 - ミネベア、三協精機
- 「一瞬の寵児」 - 佐佐木吉之助（桃源社社長）
- 「毒煙都市」 - 三井三池染料爆発事件、大牟田爆発赤痢事件
- 「同族企業」 - ヤマハ発動機
- 「世襲企業」 - マツダ
- 「首位戦争」 - HY戦争
- 「迷路」 - 富山・長野連続女性誘拐殺人事件
- 「惨劇」 - 昭和石油取締役一家殺人事件
- 「器に非ず」 - 藤沢武夫（本田技研工業）
- 「こりねえ奴」 - 大日本インキ化学工業M資金詐欺事件
- 「虚構大学」 - 京都産業大学の設立
- 「大物」 - 石井久（立花証券）
- 「系列」 - 日産自動車と市光工業
- 「女帝 小説・尾上縫」 - 尾上縫事件
- 「ITの踊り」 - セガ・CSK（大川功）・バンダイ・サミー（里見治）
- 「秘密な事情」 - 松下電器産業と創業家（松下幸之助）ファミリー
- 「抜擢」 - 山下俊彦（松下電器産業社長）
- 「頭取室」- 長田庄一（東京相互銀行頭取）
- 「捜査一課長」 - 甲山事件と山田悦子
- 「女重役」 - 石原一子（髙島屋常務取締役）
- 「銀行恐喝」- 親和銀行不正融資事件
- 「花の嵐」- 小佐野賢治（国際興業グループ創業者）
- 「相続人の妻」- 山種証券・山種産業
- 「重役室」- かつてトヨタ、日産と並ぶ自動車業界の"御三家"といわれながら、乗用車部門で出遅れ、業績が低迷したいすゞ自動車[21]。
- 「雛の葬列」 - 山陽特殊製鋼倒産事件をモデルにした殺人推理小説[22]。
- 「時効成立小説三億円事件 強奪編」 - 三億円事件[22]。
- 「奔馬の人 小説藤井丙午」- 新日本製鉄副社長から参議院議員になった藤井丙午[22]。
- 「首都圏銀行」- 千葉県の大手地銀を舞台に銀行の権力闘争を描く[22]。
- 「砂防会館3F」- 田中角栄のブレーンを主人公に、各国諜報機関の暗闘を推理小説仕立てで描く[22]。
- 「風の骨」- 菅生事件[23]。
- 「背信重役」- 三菱油化をモデルに組織の腐敗と社長追放劇を描く[24]。
- 「相場師」- 大阪・北浜の相場師、畠中平八[25]。
- 「偶像本部」- 塩路一郎（自動車総連、日産労組会長）[26]。
- 「小説 財界」- 大商の会頭選挙を巡る、現職会頭の佐伯勇（近畿日本鉄道会長）と長谷川周重（住友化学工業会長）の泥仕合[27]。
- 「3人の賢者」 - 全日空の若狭得治名誉会長、杉浦喬也会長、普勝清治社長の権力闘争[28]。

## 著書

### 1960年代
- 『小説兜町』（三一新書 1966年 集英社文庫、角川文庫、徳間文庫）
- 『賭博的株教室 億万長者への最後のチャンス』（光文社 (カッパビジネス)）1966
- 『東証第二部』（三一新書 1966年 「虹の海藻」角川文庫、光文社文庫）
- 『買占め』（河出書房新社 1966年 角川文庫、集英社文庫、光文社文庫）
- 『松下イズム ナショナル商法の秘密』（徳間書店 1967年）
- 『悪の公式』（徳間書店 1967年 角川文庫、徳間文庫、集英社文庫）
- 『虚業集団』（読売新聞社 1968年 角川文庫、光文社文庫）
- 『暴落』（徳間書店 1968年 集英社文庫）
- 『地場者 株に憑かれた男』（講談社 1968年 角川文庫、光文社文庫）
- 『巨大企業の罠』（講談社、1969年 「巨大企業」徳間文庫、ケイブンシャ文庫、角川文庫）
- 『虚名浮沈』（文藝春秋 1969年 ケイブンシャ文庫）
- 『情報銘柄』（講談社 1969年 角川文庫）
- 『大奥崩壊』（講談社 1969年）

### 1970年代
- 『赤たん褌』（講談社 1970年 「札束時代」徳間文庫、角川文庫、ケイブンシャ文庫）
- 『怒りの回路』（光文社(カッパ・ノベルス) 1970年　角川文庫、光文社文庫）
- 『銀の聖域』（文藝春秋 1970年 「九連宝燈」角川文庫、徳間文庫、「石の条理」ケイブンシャ文庫）
- 『太閤の柩』（青樹社 1970年 「黒い尊厳」青樹社、「銀行取付」徳間文庫、光文社文庫）
- 『女拓物語』（講談社 1970年 角川文庫）
- 『天から声あり 総会屋外平』（徳間書店 1971年 角川文庫、徳間文庫、ケイブンシャ文庫）
- 『横領計画』（青樹社 1971年 光文社文庫）
- 『狂人相場』（講談社 1971年 角川文庫、ケイブンシャ文庫）
- 『色即是空』（徳間書店 1971年 光文社文庫）
- 『重役室』（光文社(カッパ・ノベルス) 1971年　集英社文庫、角川文庫、光文社文庫）
- 『とことん 無我夢中の章』（双葉社 1971年 「ふてえ奴」徳間文庫、角川文庫、ケイブンシャ文庫）
- 『ウラ街道ばんざい』（双葉新書 1971年）
- 『餌食』（青樹社 1972年 文庫）
- 『巨頭の男』（桃園書房 1972年 角川文庫、集英社文庫）
- 『赤線物語』（徳間書店 1972年 ケイブンシャ文庫、角川文庫） - 映画化「赤線玉の井 ぬけられます」（1974年、日活）
- 『燃え尽きる 小説牧田与一郎』（徳間書店 1972年 角川文庫、徳間文庫、集英社文庫）
- 『好色三昧』（桃園書房 1973年 角川文庫）
- 『最高機密』（祥伝社(ノン・ノベル) 1973年　角川文庫、集英社文庫、徳間文庫）
- 『覆面工場』（青樹社 1973年 集英社文庫、角川文庫）
- 『残侠一代 鷹の風道』（徳間書店 1973年 「すげえ奴」文庫、光文社文庫、角川文庫）
- 『女楽』（桃園書房 1973年 ケイブンシャ文庫、光文社文庫）
- 『毒煙都市』（徳間書店 1973年 角川文庫、徳間文庫、ケイブンシャ文庫）
- 『噂の安全車』（祥伝社(ノン・ノベル) 1973年　「合併人事」集英社文庫、角川文庫、徳間文庫）
- 『いくやいかずや』（桃園書房 1974年）
- 『匿名商社』（青樹社 1974年 角川文庫、徳間文庫、光文社文庫）
- 『同族企業』（光文社(カッパ・ノベルス) 1974年　集英社文庫、角川文庫、ケイブンシャ文庫、青樹社文庫）
- 『投機地帯 ギャンブル・ゾーン』（双葉社 1974年 集英社文庫、角川文庫、徳間文庫）
- 『動脈列島』（光文社(カッパ・ノベルス) 1974年　角川文庫、集英社文庫、光文社文庫、双葉文庫、徳間文庫） - 映画化「動脈列島」（1975年、東宝）
- 『姦触時代』（桃園書房 1974年 徳間文庫）
- 『企業爆破』（青樹社 1975年 「乗取り」光文社文庫）
- 『時効成立 小説三億円事件 強奪編』（講談社 1975年 角川文庫、徳間文庫、集英社文庫） - 映画化「実録三億円事件 時効成立」（1975年、東映）
- 『動機』（光文社(カッパ・ノベルス) 1975年　新潮文庫、角川文庫、光文社文庫、徳間文庫）
- 『雛の葬列』（祥伝社(ノン・ノベル)1975年 「殺人念書」角川文庫、徳間文庫、青樹社文庫）
- 『狼の地図』（青樹社 1975年 角川文庫、光文社文庫）
- 『天国野郎 女と酒とギャンブル』（光文社 1975年 角川文庫、徳間文庫、ケイブンシャ文庫）
- 『尼僧くずし SEXコンサルタント』（桃園書房 1975年 「Sexコンサルタント」ケイブンシャ文庫）
- 『首都圏銀行』（双葉社 1976年 角川文庫、徳間文庫）
- 『奔馬の人 小説藤井丙午』（光文社 1976年 角川文庫、ケイブンシャ文庫）
- 『女の時間』（桃園書房 1976年 光文社文庫）
- 『砂の紋』（光文社(カッパ・ノベルス)1976年　 集英社文庫、角川文庫、徳間文庫）
- 『人脈 人間関係を誤れば一生の悲劇』青春出版社(プレイブックス)　1976年
- 『神は裁かない』（集英社 1976年 文庫、角川文庫、光文社文庫）
- 『事件屋悠介』（ベストブック社 1976年 徳間文庫、角川文庫、光文社文庫）
- 『不敵な男』（ベストブック社 1976年 徳間文庫、角川文庫、光文社文庫）
- 『砂防会館3F』祥伝社(ノン・ノベル) 1976年　角川文庫、徳間文庫、集英社文庫）
- 『女教師』（光文社(カッパ・ノベルス) 1977年　角川文庫、集英社文庫、光文社文庫、徳間文庫） - 映画化「女教師」（1977年、日活）
- 『死の谷』（実業之日本社(Joy novels)1977年 「死の谷殺人事件」集英社文庫、角川文庫）
- 『蟻の奈落』（双葉社、1977年 角川文庫、徳間文庫、「倒産」青樹社文庫）
- 『風の骨』（双葉社、1977年 角川文庫、徳間文庫、集英社文庫）
- 『新車作戦』（青樹社 1977年6月 「敗者の価値」ケイブンシャ文庫）
- 『敵意の環』（集英社 1977年4月 文庫、角川文庫、徳間文庫）
- 『抜擢』（青樹社 1977年10月 「経営の神様」ケイブンシャ文庫、「辞任のとき」角川文庫、徳間文庫、「抜擢」徳間文庫）
- 『最年少重役』（青樹社 1977年12月 「問題重役」徳間文庫、原題青樹社文庫）
- 『赤い絨毯』（トクマ・ノベルズ 1978年3月 集英社文庫、ケイブンシャ文庫、角川文庫）
- 『捜査一課長』（集英社 1978年2月 文庫）
- 『背信重役』（光文社 1978年4月 集英社文庫、角川文庫、徳間文庫）
- 『愛・軽井沢』（集英社 1978年8月 角川文庫、集英社文庫、徳間文庫）
- 『後継者』（青樹社 1978年9月 文庫）
- 『副社長』（光文社(カッパ・ノベルス) 1978年　集英社文庫、角川文庫、「副社長自殺」集英社文庫、原題で徳間文庫、「副社長自殺」ケイブンシャ文庫）
- 『頭取室』（光文社(カッパノベルス) 1978年　文庫、角川文庫、集英社文庫、徳間文庫）
- 『虚構大学』（光文社 1979年4月 角川文庫、集英社文庫、光文社文庫）
- 『女患者』（光文社 1979年5月 角川文庫、光文社文庫、集英社文庫）
- 『指名解雇』（青樹社 1979年5月 角川文庫、集英社文庫）
- 『七人心中』（集英社 1979年8月 「私刑」文庫、角川文庫、光文社文庫）
- 『太く短かく』（双葉社 1979年‐1981年 徳間文庫、角川文庫、ケイブンシャ文庫）

### 1980年代
- 『世襲企業』（光文社 1980年2月 角川文庫、集英社文庫、ケイブンシャ文庫、光文社文庫）
- 『男の報酬』祥伝社(Non novel) 1980年　「密室商社」集英社文庫、角川文庫、徳間文庫）
- 『機密文書』（青樹社 1980年4月 集英社文庫、角川文庫）
- 『血の河』（実業之日本社 1980年4月 角川文庫、集英社文庫、徳間文庫）
- 『相場師』（集英社文庫 1980年6月 角川文庫、光文社文庫、徳間文庫）
- 『辞表提出』（青樹社 1980年9月 角川文庫、徳間文庫）
- 『医大理事』（光文社(カッパ・ノベルス) 1980年　「重要参考人」角川文庫、光文社文庫、集英社文庫、徳間文庫）
- 『密閉集団』（集英社 1980年12月 文庫、角川文庫、光文社文庫）
- 『偶像本部』（双葉社 1981年3月 角川文庫、集英社文庫、光文社文庫）
- 『憤死 死ぬ外に抗議の術なし!』（光文社(カッパ・ノベルス) 1981年　「支店長の遺書」集英社文庫、角川文庫、光文社文庫、徳間文庫）
- 『取締役解任』（青樹社 1981年5月 「末席重役」光文社文庫、角川文庫）
- 『逃亡者』（カドカワノベルズ 1981年11月 文庫、徳間文庫、集英社文庫）
- 『一億円の死角』（トクマ・ノベルズ 1981年12月 文庫、角川文庫、光文社文庫）
- 『新人王』（双葉社 1982年4月 角川文庫、ケイブンシャ文庫、集英社文庫）
- 『いい加減にしろ!日本人論』（光文社 1982年3
- 『小説財界』（集英社 1982年12月 文庫、角川文庫、徳間文庫）
- 『処刑教師』（光文社(カッパ・ノベルス) 1982年　角川文庫、光文社文庫、ケイブンシャ文庫）
- 『冷血集団』（光文社(カッパ・ノベルス) 1982年　集英社文庫、角川文庫、光文社文庫、徳間文庫）
- 『名門企業』（青樹社 1982年6月 文庫、角川文庫）
- 『闘いへの執着』（光文社(カッパ・ノベルス) 1983年　文庫、角川文庫、徳間文庫）
- 『擬制資本』（トクマ・ノベルズ 1983年1月 文庫、角川文庫、集英社文庫）
- 『共謀融資』（青樹社 1983年4月 「非常勤取締役」光文社文庫、「不良融資」集英社文庫、「非常勤取締役」集英社文庫）
- 『大物』（光文社(カッパ・ノベルス) 1983年　文庫、徳間文庫、角川文庫）
- 『財界人社長』（青樹社 1983年11月 「造反連判状」角川文庫、「造反」徳間文庫）
- 『女相場師』（徳間文庫 1983年11月 集英社文庫）
- 『使途不明金』（角川文庫 1983年10月 光文社文庫、徳間文庫）
- 『石油王血族』（カドカワノベルズ 1984年4月 「惨劇」文庫、光文社文庫、徳間文庫）
- 『汚名』（双葉ノベルス 1984年3月 集英社文庫、角川文庫、徳間文庫、青樹社文庫）
- 『限界企業』（青樹社(Big novels) 1984年　文庫）
- 『悪名集団』（光文社(カッパ・ノベルス) 1984年　集英社文庫、角川文庫、ケイブンシャ文庫）
- 『ダイヤモンドの兄弟 専務の負債78億円』（トクマ・ノベルズ 1984年6月 文庫、角川文庫、ケイブンシャ文庫）
- 『公開株殺人事件』（光文社文庫 1984年9月 角川文庫、徳間文庫）
- 『派閥渦紋』（徳間文庫 1984年10月 角川文庫、光文社文庫）
- 『サラリーマン直訴』（徳間文庫 1984年11月 「直訴」角川文庫）
- 『湿地帯』（集英社 1985年10月 文庫、角川文庫、光文社文庫）
- 『単身赴任』（角川文庫 1985年10月 集英社文庫、徳間文庫）
- 『株価操作』（角川文庫 1985年12月 徳間文庫、光文社文庫）
- 『兜町物語』（集英社 1985年2月 文庫、角川文庫、光文社文庫）
- 『極秘指令』（光文社(カッパ・ノベルス) 1985年　文庫、角川文庫、光文社文庫）
- 『女重役』（光文社(カッパ・ノベルス) 1985年　文庫、角川文庫、徳間文庫）
- 『醜聞』（カドカワノベルズ 1985年7月 文庫、集英社文庫、徳間文庫）
- 『側近筆頭』（青樹社(Big books) 1985年　文庫）
- 『取締役候補』（徳間文庫 1985年10月 角川文庫）
- 『欲望集団』（光文社(カッパ・ノベルス) 1986年　文庫、角川文庫、徳間文庫）
- 『逆転の歯車』（光文社(カッパ・ノベルス) 1986年　文庫、光文社文庫、徳間文庫）
- 『社命犯罪』（トクマ・ノベルズ 1987年4月 「社命」文庫、角川文庫、青樹社文庫、日文文庫）
- 『銀行員』（光文社文庫 1987年8月 青樹社文庫）
- 『財界重鎮』（光文社文庫 1988年7月 「葬った首」徳間文庫）
- 『器に非ず』（光文社(カッパ・ノベルス) 1988年　文庫、角川文庫、集英社文庫、徳間文庫）
- 『寄生虫』（徳間文庫 1988年11月 青樹社文庫）
- 『頭取の権力』（徳間書店 1989年10月 文庫、角川文庫、集英社文庫）
- 『社内情事』（角川文庫 1989年10月 光文社文庫）
- 『首位戦争』（角川文庫 1989年12月 徳間文庫）
- 『花の嵐 小説・小佐野賢治』（朝日新聞社 1990年6月 角川文庫、朝日文庫、光文社文庫）

### 1990年代
- 『株の罠』（徳間文庫 1990年6月 角川文庫）
- 『敵対的買収 Merger & acquisition』（光文社 1990年10月 徳間文庫、角川文庫、集英社文庫）
- 『銀行内紛』（角川文庫 1990年11月 「銀行の内紛」光文社文庫）
- 『暗黒の月曜日』（青樹社(Big books) 1990年　光文社文庫、徳間文庫）
- 『悪魔祓い』（角川書店 1991年7月 文庫、集英社文庫）
- 『架空集団』（徳間書店 1991年4月 のち文庫、角川文庫、光文社文庫）
- 『百億円投機』（光文社文庫 1991年3月 集英社文庫）
- 『苦い札束』（集英社文庫 1992年4月 徳間文庫）
- 『内部告発』（角川文庫 1992年9月 光文社文庫）
- 『出向拒否』（光文社文庫 1992年5月 角川文庫）
- 『系列』（集英社 1992年7月 文庫、角川文庫、日文文庫、徳間文庫） - ドラマ化「系列」（1993年、1994年、NHK）
- 『会社の女』（徳間文庫 1992年8月 ケイブンシャ文庫）
- 『秘密な事情』（角川文庫 1992年8月 光文社文庫、集英社文庫）
- 『暴落企業』（光文社 1992年4月 文庫）
- 『新・天国野郎』（トクマノベルズ 1993年11月 「天国野郎 part 2」文庫、原題で角川文庫）
- 『女帝 小説・尾上縫』（朝日新聞社 1993年10月） - 映画「女帝」（1995年、ケイエスエス）
- 『迷路』（勁文社 1993年10月 文庫、徳間文庫、光文社文庫）
- 『勧奨退職』（徳間書店 1994年3月 文庫）
- 『相続人の妻』（角川書店 1994年4月 文庫、光文社文庫）
- 『懲りねえ奴 小説M資金』（徳間書店 1995年7月 「こりねえ奴」文庫）
- 『君臨』（光文社 1995年3月 文庫）
- 『取締役の首』（光文社 1995年10月 「出世運の女」文庫、徳間文庫）
- 『裏金』（角川文庫 1995年4月 光文社文庫、徳間文庫）
- 『ザ・スキャンダル』（勁文社 1996年7月 「影法師」角川文庫、光文社文庫）
- 『高級官僚』（徳間書店 1996年8月 「遊興費」集英社文庫、徳間文庫）
- 『宴かな』（光文社文庫 1997年7月 徳間文庫）
- 『一瞬の寵児』（角川文庫 1997年5月 光文社文庫、徳間文庫）
- 『別名は“蝶"』（集英社文庫 1997年10月 光文社文庫、徳間文庫）
- 『〔コウ〕火』（徳間文庫 1998年2月 「東京下町物語」光文社文庫）
- 『金まみれのシマ』（角川文庫 1998年12月 光文社文庫）
- 『三人の賢者』（光文社文庫 1998年7月 徳間文庫）
- 『銀行恐喝』（光文社文庫 1999年9月 徳間文庫）
- 『真昼の闇』（光文社文庫 1999年7月 徳間文庫）
- 『風の神様』（徳間文庫 1999年11月 光文社文庫）
- 『追われる男』（角川文庫 1999年2月 ケイブンシャ文庫）

### 2000年代
- 『腐蝕帯』（集英社文庫 2000年4月 徳間文庫）
- 『歪んだ器』（光文社文庫 2000年7月 徳間文庫）
- 『最終名儀人』（徳間文庫 2000年11月 光文社文庫）
- 『勇士の墓』（光文社文庫 2001年9月 徳間文庫）
- 『陰の朽木 リストラ社員の決断』（徳間文庫 2002年6月）
- 『家族のいくさ』（光文社 2003年4月 文庫）
- 『会社泥棒』（光文社文庫 2003年7月）
- 『血の重層』（徳間文庫 2003年11月）
- 『ITの踊り』（光文社文庫 2004年7月）
- 『創業家の二人の女』（徳間文庫 2005年5月）
- 『社長の品格』（光文社文庫 2005年7月）
- 『絶対者の自負』（徳間文庫 2006年5月）

## 脚註
1. 1 2 3  「小説・兜町」など経済小説の草分け、小説家の清水一行さん死去 - 芸能 - ZAKZAK
2. 1 2 3 4 5 6 7 8 9  『g2（ジーツー）』講談社、2011.September vol.8、黒木亮「兜町の男 - 清水一行と日本経済の興亡」371頁
3. ↑  『g2（ジーツー）』講談社、2011.September vol.8、黒木亮「兜町の男 - 清水一行と日本経済の興亡」373頁
4. 1 2 3  『g2（ジーツー）』講談社、2011.September vol.8、黒木亮「兜町の男 - 清水一行と日本経済の興亡」375頁
5. 1 2 3 4 5 6  『g2（ジーツー）』講談社、2011.September vol.8、黒木亮「兜町の男 - 清水一行と日本経済の興亡」377頁
6. 1 2  『g2（ジーツー）』講談社、2011.September vol.8、黒木亮「兜町の男 - 清水一行と日本経済の興亡」378頁
7. ↑  『g2（ジーツー）』講談社、2011.September vol.8、黒木亮「兜町の男 - 清水一行と日本経済の興亡」379頁
8. 1 2 3 4 5 6  清水一行 略歴
9. 1 2 3  『g2（ジーツー）』講談社、2011.September vol.8、黒木亮「兜町の男 - 清水一行と日本経済の興亡」387頁
10. ↑  『g2（ジーツー）』講談社、2011.September vol.8、黒木亮「兜町の男 - 清水一行と日本経済の興亡」392頁
11. ↑  『g2（ジーツー）』講談社、2011.September vol.8、黒木亮「兜町の男 - 清水一行と日本経済の興亡」392－393頁
12. ↑  G2 » Vol.8 » 兜町の男 清水一行と日本経済の興亡 第12回
13. ↑  「動脈列島」の企業小説家、清水一行さん死去 産経新聞 2010年3月23日閲覧
14. 1 2 3 4 5  黒木 2022, p. 385.
15. ↑  『g2（ジーツー）』講談社、2012Januaryvol.9、黒木亮「兜町の男 - 清水一行と日本経済の興亡」366頁
16. ↑  江上茂『差別用語を見直す』p.113
17. ↑  『解放新聞』1967年9月15日号。
18. 1 2  「甲山事件」モデル小説「捜査一課長」の賠償訴訟
19. 1 2 3 4 5  『g2（ジーツー）』講談社、2011.September vol.8、黒木亮「兜町の男 - 清水一行と日本経済の興亡」388頁
20. ↑  黒木 2022, p. 311.
21. ↑  黒木 2022, p. 234.
22. 1 2 3 4 5  黒木 2022, p. 255.
23. ↑  黒木 2022, p. 260.
24. ↑  黒木 2022, p. 266.
25. ↑  黒木 2022, p. 271.
26. ↑  黒木 2022, p. 284.
27. ↑  黒木 2022, p. 298.
28. ↑  黒木 2022, p. 367.